# Carolina Corral Paredes
Carolina Corral Paredes (Guadalajara, 1984) es una antropóloga visual, documentalista independiente y directora de cine. Entre los reconocimientos que recibió por sus obras se encuentran: Mención especial a Cortometraje Mexicano en el Festival Internacional de Cine de Morelia, Mejor animación latinoamericana en el Festival Internacional de Cortometrajes Animados Ajayu y Mejor cortometraje Mujeres de cine en el Festival de documentales contra el silencio todas las voces.

## Trayectoria
Estudió Antropología visual en la Universidad de Mánchester. Posteriormente, decidió involucrarse en el cine documental.
Fue asistente de la directora Wilma Gómez Luengo en el documental Calypso, Los Niños del Éxodo, que narra la experiencia de desplazamiento forzado por violencia de una comunidad rural en Guerrero desde la perspectiva de los niños.
Colaboró con La Colectiva Editorial Hermanas en la Sombra, ofreciendo talleres de escritura creativa en la cárcel de Atlacholoaya en Morelos.
Es integrante de La Sandía Digital, Laboratorio de Cultura Audiovisual, donde desarrolla documentales con perspectiva de género. Sus obras abordan temas como la resistencia y la justicia social en historias donde generalmente las mujeres son protagonistas.
Ha sido acreedora de diversos apoyos como Jóvenes Creadores del FONCA y DocsDF.
Dirigió varios cortometrajes como Amor, nuestra prisión y Semillas de Guamúchil.
En el 2016, recibió el apoyo de IMCINE, Bertha Fund y Chicken and Eggs para llevar a cabo su primer largometraje documental Llueve.

## Filmografía
- Amor, nuestra prisión. Es un documental animado que retrata la naturaleza de las relaciones amorosas dentro del penal de Atlacholoaya, Morelos. Es narrado por mujeres privadas de su libertad, obligadas a buscar una alternativa a la soledad.

- Semillas de Guamúchil. Cortometraje que presenta la poesía de cinco mujeres que descubren la escritura creativa en prisión.
- Volverte a ver. Es un documental que narra el “otro” drama de las desapariciones en México, plasma la realidad que confrontan las familias de desaparecidos todos los días en México. Acerca al espectador a las fosas comunes, revela la negligencia de las autoridades y permite conocer a mujeres sobrevivientes. Sigue de cerca la preparación que recibieron miembros del Colectivo ‘Regresando a Casa’, para formar parte del equipo que un año después de lo ocurrido en Tetelcingo recabó datos sobre las exhumaciones en Jojutla, Morelos.[4][5]

## Reconocimientos
En la entrega Ariel 2017, el cortometraje Semillas de Guamúchil fue nominada como Mejor Cortometraje Documental. Mientras que, Amor, nuestra prisión fue nominado por Mejor Película de Animación.
El cortometraje animado Amor, nuestra prisión fue selección oficial del festival de animación Festival d’animation d’ Annecy 2017. También recibió mención especial a Cortometraje Mexicano, sección de Cortometraje Mexicano en el Festival Internacional de Cine en Morelia. Amor, nuestra prisión fue selección oficial en MIC Género.

## Premios
- Mejor corto Selección Oficial en Lasa festival de cine por Amor, nuestra prisión.
- Mejor Corto Nacional Profesional en Locomotion por Amor, nuestra prisión.
- Selección Oficial en Festival Shorts México por Amor, nuestra prisión.
- Mejor cortometraje en Tlanchana fest por Amor, nuestra prisión.
- Selección Oficial en DOCSMX por Amor, nuestra prisión.
- Mejor animación latinoamericana en Festival Internacional de Cortometrajes Animados Ajayu por Amor, nuestra prisión.
- Mejor cortometraje Mujeres de cine en Festival de documentales contra el silencio todas las voces por Amor, nuestra prisión
- Mejor Documental Mexicano otorgado por el Premio José Rovirosa 2020 por Volverte a Ver.[4]